# Ijus
Ijus (ros. Июс) – wieś (sieło) w Rosji, w Chakasji, w rejonie ordżonikidzewskim. W 2010 liczyła 1201 mieszkańców.